# منتخب المكسيك للكريكت
منتخب المكسيك للكريكت هو ممثل المكسيك الرسمي في المنافسات الدولية في الكريكت
.